# معمای موزه موم
معمای موزه موم (انگلیسی: Mystery of the Wax Museum) فیلمی در ژانر ترسناک، معمایی و مهیج به کارگردانی مایکل کورتیز است که در سال ۱۹۳۳ منتشر شد.

## بازیگران
- لیونل اتویل - ایوان ایگور
- فی ری - شارلوت دانکن
- گلندا فارل -فلورنس دمپسی
- فرانک مک‌هیو - جیم
- آلن وینسنت - رالف برتون
- ادوین ماکسول - جو ورث
- هولمز هربرت - دکتر راسموسن
- کلود کینگ - آقای گالاتلین
- دی‌ویت جنینگز - کاپیتان پلیس
- گوین گوردن - جرج وینتون
- ماتیو بتز - هیوگو
- والیس کلارک
- هری سی. بردلی
- لان پاف
- کلاد کینگ